# Долихол
Долихолы — натуральные длинноцепочечные изопреноидные спирты, производные полипренолов, от которых отличаются насыщением одной связи (2,3-дигидрополи(цис)пренолы). Присутствуют в клетках эукариот и архей. В клетках эукариот распространены преимущественно в мембранах эндоплазматического ретикулума и аппарата Гольджи. Фосфат долихола был открыт в Ливерпульском университете в 1960-х годах, позже были установлены их функции.

## Синтез
Синтез долихола, как и других нестериновых изопреноидов (убихинон, дигоксин) и стериновых изопреноидов (холестерин) происходит мевалонатным путем, который играет ключевую роль во многих клеточных процессах и присутствует у эукариот, архей и некоторых бактерий.
Долихилмонофосфат является важным липидом-углеводоносителем для C- и O-гликозилирования и C-маннозилирования и N -гликозилирования белков в эндоплазматическом ретикулуме.

## Функции
Долихолы являются низкомолекулярными физиологически активными биорегуляторами, играющими важную модулирующую роль в клеточном процессе в живых организмах. Долихолы и полипренолы обладают очень сходным химическим составом, так как долихолы являются производными полипренолов. Они участвуют в синтезе гликопротеинов, которые служат рецепторами гормонов и других молекул на клеточных мембранах.
В процессе пост-трансляционной модификации белков разветвленные углеводные цепи образуются на долихоловом фрагменте, и лишь затем переносятся на молекулы белков, что приводит к образованию высокомолекулярных гликопротеинов в шероховатом эндоплазматическом ретикулуме. Долихолы принимают участие в N-гликозилировании и в ко-трансляционной модификации белков в форме фосфата долихола. При этом долихолы действуют как мембранный якорь для образования олигосахарида Glc3-Man9-GlcNAc2 (где Glc — глюкоза, Man — манноза, а GlcNAc — N-ацетилглюкозамин). Этот олигосахарид переносится от донора долихола на аминокислотные остатки аспарагина («Asn-X-Ser / Thr») вновь образующихся полипептидных цепей.
Долихолы являются основным липидным компонентом (14 % по массе) нейромеланина чёрной субстанции человека. Препарат «Ропрен», созданный на основе полипренолов хвойных Picea Abies и Pinus Sylvestris, оказывает регенераторное, антифибротическое, мембранопротекторное действие, нормализует процессы окислительного фосфорилирования, усиливает дезинтоксикационную функцию печени. Трансформация экзогенных полипренолов в изопреноидные структуры животной клетки и их последующее участие в долихолфосфатном цикле, вероятно, определяет их способность влиять на посттрансляционные процессы биосинтеза белков, выполняющих каталитическую, иммунореактивную или сигнальную функции.

## Значение
При нарушении синтеза долихолов (расстройствах гликозилирования), происходящего на эндоплазматическом ретикулуме или в цитоплазме, возможны серьёзные врожденные дефекты. Описан врожденный мозжечково-глазной синдром, в состав которого входит мозжечковая атаксия, анемия, ихтиоформный дерматит, дисфункция печени, нарушения свертывания крови и прогрессирующие офтальмологические признаки в форме гипоплазии глазного нерва, отслойки сетчатки, врожденной катаракты и глаукомы. Пониженный уровень долихолов наблюдается при остром ревматизме и других иммунодефицитных состояниях. Некоторые синтетические аналоги долихолов были запатентованы японской фирмой «Эйсан» в качестве препаратов для профилактики и лечения болезней, обусловленных иммунодефицитом (бронхиальная астма, ревматоидный артрит и др.). Статины, применяющиеся для снижения холестерина в организме, снижают также уровень долихолов, что возможно является причиной побочных эффектов лечения.

## Роль в старении
Предложено использовать долихол в качестве биомаркера старения. Во время старения в человеческом мозге наблюдается прогрессивное повышение уровня долихола, снижение уровня убихинона, но относительно неизменные концентрации холестерина и долихолфосфата. При нейродегенеративном заболевании (Болезнь Альцгеймера) ситуация обратная, со снижением уровней долихола и повышением уровней убихинона. Концентрации долихилфосфата также увеличиваются, в то время как холестерин остается неизменным. Изменения при болезни Альцгеймера отличаются от изменений, происходящих при нормальном старении, и, следовательно, это заболевание нельзя рассматривать как результат преждевременного старения. Увеличение содержания долихилфосфата может отражать повышенную скорость гликозилирования в пораженном мозге, а увеличение эндогенного антиоксиданта убихинона является попыткой защитить мозг от окислительного стресса, например, вызванного перекисным окислением липидов.